# Березниковское сельское поселение (Архангельская область)
Березниковское сельское поселение или муниципа́льное образова́ние «Березнико́вское» — упразднённое муниципальное образование со статусом городского поселения в Виноградовском муниципальном районе Архангельской области России. Административный центр — посёлок Березник. До 1 июня 2021 года Березниковское городское поселение.
С 4 июля 2021 года упразднено в связи с преобразованием сельских поселений Виноградовского муниципального района в Виноградовский муниципальный округ.

## География
Березниковское городское поселение находится на правом берегу рек Северная Двина и Вага. По берегу Северной Двины проходит восточная граница поселения, по Ваге — южная. На севере граничит с Моржегорским сельским поселением, на юге — с Шидровским сельским поселением и Сюмским сельским поселением Шенкурского района, на востоке — с Осиновским сельским поселением.

## История
В 1926 году территория нынешнего Березниковского поселения относилась к Устьважской Шенкурского уезда.
Самое древнее упоминание местности, относящейся к нынешнему Берзниковскому поселению имеется в надписи на найденном в Великом Новгороде деревянном цилиндре-замке (пломбе) № 19 (XI век): «Оустье Вагы мецьниць мѣхъ 3 гри(вны)».
Муниципальное образование было образовано в 2006 году.
1 июня 2019 года было упразднено Кицкое сельское поселение, а входившие в его состав населённые пункты были включены в Березниковское городское поселение.
1 января 2021 года, что бы распространить на отдельные категории жителей Березника, дополнительные меры социальной поддержки, предусмотренные законодательством России и законодательством Архангельской области для жителей сельских населённых пунктов, посёлок городского типа (рабочий посёлок) Березник был преобразован в посёлок.
Городское поселение до 1 января 2021 года соответствовало административно-территориальной единице в Виноградовском районе — посёлок городского типа (рабочий посёлок) Березник, с 1 января 2021 года — посёлок Березник включён непосредственно в состав района, а посёлки Новый, Пянда, деревни Верхнее Чажестрово, Нижнее Чажестрово, Пянда и Усть-Вага выведены из подчинения Березника и также непосредственно включены в состав района.
С 1 июня 2021 года преобразовано в сельское поселение.

## Население
Численность населения Березниковского городского поселения на 1 января 2020 года — 6 752 чел., в том числе городское — 5 292 чел., сельское — 1 460 человек.
| 2005  | 2010  | 2011  | 2012  | 2013  | 2014  | 2015  | 2016  | 2017  |
| ----- | ----- | ----- | ----- | ----- | ----- | ----- | ----- | ----- |
| 8053  | ↘7234 | ↘7202 | ↘7055 | ↘6934 | ↘6774 | ↘6642 | ↘6552 | ↘6468 |
| 2018  | 2019  | 2020  | 2021  |       |       |       |       |       |
| ↘6371 | ↘6278 | ↗6752 | ↗7197 |       |       |       |       |       |

## Населённые пункты
В состав сельского поселения входят 11 населённых пунктов:
| №  | Населённый пункт   | Тип населённого пункта | Население |
| -- | ------------------ | ---------------------- | --------- |
| 1  | Березник           | посёлок                | ↗5624     |
| 2  | Верхнее Чажестрово | деревня                | ↘205      |
| 3  | Нижнее Чажестрово  | деревня                | ↗235      |
| 4  | Новый              | посёлок                | ↘2        |
| 5  | Пянда              | деревня                | ↗123      |
| 6  | Пянда              | посёлок                | ↘403      |
| 7  | Усть-Вага          | деревня                | ↗210      |
| 8  | Березничек         | деревня                | ↘17       |
| 9  | Верхняя Кица       | деревня                | ↘93       |
| 10 | Важский            | посёлок                | ↘395      |
| 11 | Нижняя Кица        | посёлок                | ↗37       |